# 西京医院
34°16′12″N 108°59′12″E / 34.2700418°N 108.9865785°E
西京医院（中国人民解放军空军军医大学第一附属医院），位于陕西省西安市新城区长乐西路127号，隶属中国人民解放军空军军医大学，是一所融医疗、教学、科研、预防、保健于一体的大型综合性医院，为三级甲等医院。

## 简介
前身是1939年11月在延安成立的中央医院（1947年2月改编成陕甘宁晋绥联防军第一后方医院）以及1947年在山西成立的陕甘宁晋绥联防军卫生部直属医院。1949年6月进驻西安后，西北军区人民医学院卫生所合并进直属医院（1950年1月改编成西北人民医学院附属医院）。1950年8月，第一后方医院与西北人民医学院附属医院合并，组成中国人民解放军西北军区第二陆军医院，由西北人民医学院代管。1954年，第二陆军医院命名为中国人民解放军第四军医大学附属医院。
1954年4月7日，根据中央军委《关于军医大学整编的决定》，西安的第四军医大学、南京的第五军医大学合并为中国人民解放军第四军医大学，校址设西安，两校附属医院随之合并。1954年9月，第五军医大学附属医院150人及部分图书资料、仪器设备、药品器材到达西安，正式与第四军医大学附属医院合并，仍称中国人民解放军第四军医大学附属医院。中国人民解放军第五军医大学附属医院原为中华民国时期1935年成立的国立中央大学医学院附属医院，后来先后更名南京大学医学院附属医院、第三军医学院附属医院、第五军医大学附属医院。
1969年8月29日，中央军委批准中国人民解放军总后勤部关于医科院校调换校址的报告。第四军医大学附属医院随第四军医大学迁往重庆市沙坪坝区高滩岩，接防第七军医大学第一附属医院（现西南医院）。1969年9月20日，第四军医大学附属医院传达了换防命令，1969年10月15日至11月6日该院医护人员及家属1400多人分批到达重庆，完成换防。1975年5月30日，国务院、中央军委批复总后勤部《关于第二、第四、第七军医大学迁回原校址的请示》。1975年7月至8月，第四军医大学附属医院从重庆迁回西安。1984年10月2日起，对外称西京医院。2017年，在深化国防和军队改革中，改称中国人民解放军空军军医大学第一附属医院。
西京医院在器官移植、烧伤等领域处于世界领先水平。先后获全国百姓放心示范医院、全国百佳医院、全国拥政爱民模范单位、全军医院建设先进单位、全国抗震救灾英雄集体。“西京医院”院名被中华人民共和国国家工商行政管理总局认定为中国驰名商标。

## 历任领导
| 院长 1. 汪石坚（1954年7月—1966年5月） 2. 吴天喜（1971年5月—1978年8月） 3. 刘晏明（1966年5月—1979年7月） 4. 俞国勋（1979年1月—1983年6月） 5. 李焕章（1983年6月—1992年9月） 6. 苏元福（1992年9月—1994年5月） 7. 李云修（1994年5月—1998年8月） 8. 张英志（1998年8月—2006年7月） 9. 郭明华（2006年7月—2010年1月） 10. 熊利泽（2010年1月—2017年11月） 11. 李晓康 空军大校（2017年11月—2021年5月） 12. 李林 空军大校（2021年5月—2023年9月） 13. 党小荣 空军大校（2023年9月—） | 政治委员 1. 鲁生（1954年7月—1958年9月） 2. 闫海（1958年11月—1977年4月） 3. 柳静（1976年2月—1977年6月） 4. 刘进才（1978年5月—1981年9月） 5. 赵志福（1983年6月—1987年10月） 6. 李章汉（1987年10月—1990年12月） 7. 任水旺（1990年12月—1993年7月） 8. 张玉山（1993年7月—1996年11月） 9. 郭维彬（1996年11月—2004年9月） 10. 赵德胜（2004年9月—2008年12月） 11. 董新平（2008年12月—2015年3月） 12. 刘侃佳（2015年3月—2017年11月） 13. 王福林 空军大校（2017年11月—2021年5月） 14. 王中宝 空军大校（2021年5月-2022年9月） 15. 张智军 空军大校（2022年9月—） |